# Фран-тирёр
Фран-тирёр (фр. Le Franc-Tireur) — организация движения Сопротивления во Франции, боровшаяся против немецко-фашистских оккупантов и поддерживавшего их режима Виши.
Основана в Лионе в 1941 году Жан-Пьером Леви и Антуаном Авиненом в южной не оккупированной зоне Франции. Группа возглавлялась Леви и состояла из социалистов, коммунистов и либералов. Свою деятельность осуществляла на юге Франции, главным образом в Лионе, Лиможе, Клермон-Ферране. Основное направление — разведывательная деятельность и печатная пропаганда. Название было взято в честь отрядов сопротивления времен Франко-прусской войны 1870—1871 годов, также называвшихся франтирёрами («Вольными стрелками»).
В декабре 1941 года группа начала издавать подпольную газету Franc-Tireur, которая выходила регулярно ежемесячно и первоначально имела тираж более 5000 экземпляров, а в августе 1944 года достигла тиража в 150 000 экземпляров.
В феврале 1942 года Леви вступил в переговоры с Жаном Муленом (представителем Де Голля) об объединении трех групп сопротивления, действовавших в южной зоне. В начале 1943 года объединилась с организациями «Комба» (фр. Combat ) и «Либерасьон-Сюд» (фр. Libération-Sud) в «Объединённое движение Сопротивления» (фр. Mouvements unis de la Résistance).
Членами Фран-тирёра были впоследствии ставшие известными Марк Блок — французский историк, Ив Фарж — французский политик и общественный деятель, один из руководителей французского и международного Движения сторонников мира.